# ماهون کوهی
ماهون کوهی (نام علمی: Entandrophragma caudatum) نام یک گونه از تیره زیتون‌تلخیان است.